# Hankumdo
Hankumdo (한검도) is een Koreaanse zwaardvechtkunst die ontwikkeld is door de in 1999 overleden grootmeester, Myung Jae-nam (명재남). De technieken van deze vechtkunst zijn gebaseerd op het Koreaanse schrift, hangul.

## Oorsprong
Myung Jae Nam, die tevens de grondlegger is van hankido, wilde graag een manier ontwikkelen waarop het redelijk gemakkelijk zou zijn om het zwaard te leren hanteren. Door de 24 letters van het Koreaanse alfabet als de basis te nemen voor de technieken, is het voor iemand die het Koreaanse schrift reeds kent, vrij gemakkelijk om de basis onder de knie te krijgen.
Voor iemand die het Koreaans niet kent, zijn de basistechnieken tegelijkertijd een manier om met dit interessante schrift kennis te maken.
In juni en juli 1996 werd Hankumdo geïntroduceerd op het IHF hoofdkwartier onder de naam Hankumdobub (한검도법, hankumdo technieken), toen nog als onderdeel van Hankido. Later besloot Myung Jae Nam dat Hankumdo een vechtkunst was die los kon staan van Hankido en werd de naam aangepast.
In 1997, tijdens de opening van de derde editie van de International H.K.D Games, gehouden in Yong-In, Zuid-Korea, werd deze nieuwe vechtkunst voor het eerst publiekelijk vertoond. Het hankumdo is dus een betrekkelijk nieuwe vechtkunst en kent nog betrekkelijk weinig beoefenaars.

## Betekenis
De term hankumdo kan worden opgedeeld in drie afzonderlijke termen.
- Han (한 / 韓) staat voor het Koreaanse volk.
- Kum (검 / 劍) betekent zwaard.
- Do (도 / 道) staat voor de weg.

Vrij vertaald dus de manier voor Koreanen om hun te leren het zwaard te hanteren.
Natuurlijk is hankumdo niet alleen bedoeld voor Koreanen, het wordt wereldwijd beoefend.

## Graden
In hankumdo is het curriculum opgedeeld in verschillende graden, net zoals dit gebeurt in de meeste andere Koreaanse vechtkunsten. De eerste graad is de negende gup (급). Vervolgens lopen de graden af tot en met de eerste gup. Na het behalen van de eerste gup, kan de leerling gaan trainen voor zijn eerste dan, de zwarte band. In totaal zijn er ook negen dan-graden.
In het examen reglement van de IHF staan de eisen t/m vierde dan gedefinieerd, en vanaf het behalen van de vierde dan kan men zich instructeur noemen.

## Technieken
Leerlingen die net met hankumdo beginnen, krijgen niet meteen een zwaard in handen. De eerste maanden wordt getraind met Maen Soon (맨손), wat 'lege hand' betekent. De handen worden dus wel in een positie gehouden alsof men een zwaard hanteert, maar pas nadat men het examen voor de negende gup heeft afgelegd, krijgt de leerlinge ook daadwerkelijk een zwaard in handen.
Tot en met de eerste dan oefenen hankumdo leerlingen met een zogenaamde mok geom (목검). Dit is een zwaard gemaakt van hout. Vanaf eerste dan mag de volwassen leerling gebruikmaken van een zogenaamd jin geom (진검), een echt zwaard.
Het trekken van het zwaard wordt 'si geom' (시검) genoemd. Het terugbrengen van het zwaard in de schede heet 'Chak Geom' (착검).

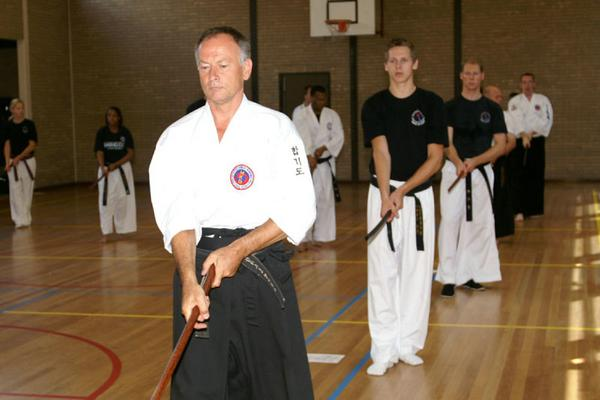
Hankumdo

De 24 basistechnieken van hankumdo worden gevormd door de 24 karakters van het Koreaanse alfabet. Dit alfabet kent 14 medeklinkers (자음) en 10 klinkers (모음). Om deze letters met het zwaard te kunnen schrijven, hoeft men slecht een viertal technieken te kennen.
- 1. Nae Ryeo Bae Ki (내려베기) - Verticale slag
- 2. Bi't Kyeo Bae Ki (빗겨베기) - Diagonale slag, neer
- 3. Ch'i Ru Ki (찌르기) - Voorwaartse steek
- 4. Makki (막기) - Hoog horizontaal block.

### Hangul
De namen van de technieken corresponderen tevens met de namen van de karakters, met als toevoeging het woord BeKi (베기) wat slag betekent.
Zo is de naam van de eerste medeklinker, de ㄱ, bijvoorbeeld GiYeok (기역). De naam van de eerste techniek is dus 'Gi Yeok Be Ki' (기역베기).
| Medeklinkers   | 자음     | Fonetisch |
| Gi Yeok Be Gi  | 기역베기 | g         |
| Ni Eun Be Gi   | 니은베기 | n         |
| Di Keud Be Gi  | 디귿베기 | d         |
| Ri Eul Be Gi   | 리을베기 | r/l       |
| Mi Eum Be Gi   | 미음베기 | m         |
| Bi Eub Be Gi   | 비읍베기 | b         |
| Si Oo't Be Gi  | 시옷베기 | s         |
| Ie Eung Be Gi  | 이응베기 | ŋ/*       |
| Ji Eu't Be Gi  | 지읒베기 | dʒ        |
| Chi Eu't Be Gi | 치읓베기 | tʃ        |
| Ki Euk Be Gi   | 키읔베기 | k         |
| Ti Eut Be Gi   | 티읕베기 | t         |
| Pi Eup Be Gi   | 피읖베기 | p         |
| Hi Eu't Be Gi  | 히읗베기 | h         |

| Klinkers   | 모음   | Fonetisch |
| A Bae Ki   | 아베기 | α         |
| Ya Bae Ki  | 야베기 | jα        |
| Eo Bae Ki  | 어베기 | ɔ         |
| Yeo Bae Ki | 여베기 | jɔ        |
| O Bae Ki   | 오베기 | o         |
| Yo Bae Ki  | 요베기 | jo        |
| U Bae Ki   | 우베기 | u:        |
| Yu Bae Ki  | 유베기 | ju:       |
| Eu Bae Ki  | 으베기 | ə *       |
| Ee Bae Ki  | 이베기 | i:        |

*Bij benadering.

## Ontwikkeling

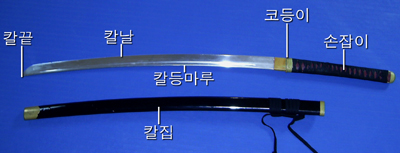
Hankumdo zwaard

Na de dood van Myung Jae Nam in 1999 is de ontwikkeling en verbreiding in handen van de Jae Nam Moo Sool Won. Deze stichting, die de naam van Myung Jae Nam draagt, wordt bestuurd door Myung Sung-kwang (명성광), de zoon van Myung Jae Nam.
Na de dood van Myung Jae Nam is het vooral de technische leider van de I.H.F, Ko Ju Sik (고주식), geweest die de verdere ontwikkeling van hankumdo op zich heeft genomen. Dit heeft geleid tot een aantal veranderingen in en uitbreidingen op de basistechnieken.

## In de lage landen
Hankumdo wordt in Nederland al sinds 1996 beoefend. Toen hankumdo in de laatste stadium van haar ontwikkeling was, bracht grootmeester Ko Baek Yong (고백용) deze vechtkunst naar Nederland.
Tijdens de introductie van het hankumdo in 1997 maakten een zevental Nederlanders deel uit van het demonstratie-team.
In Nederland en België zijn een viertal organisaties waar hankumdo kan worden beoefend. Twee van deze organisaties zijn officieel aan de I.H.F. verbonden. Zij mogen dan ook hankumdo examens afnemen.